# Mohammed Saber Rohparwar
Pour les articles homonymes, voir Saber.
Mohammed Saber Rohparwar (persan : محمد صابر روح پرور) (né en Afghanistan à une date inconnue) est un footballeur international de afghan.

## Biographie
Il a évolué durant sa carrière dans le club afghan du Hindukush Kaboul FC. 
En équipe d'Afghanistan, il en fut le capitaine et a en tout inscrit 25 buts, ce qui fait de lui le meilleur buteur de la sélection de tous les temps.
Il fut également l'entraîneur du Kaur club. En tant qu'entraîneur, il a entraîné de nombreux joueurs tels que Najib Kohyar. 
Après la guerre civile de 1978, il partira vivre à Hambourg et créera une compagnie de taxis. Il a également créé une équipe de football appelée Ariana SV dont il est actuellement le président,.
Son fils, Rohollah Rohparwar est également footballeur. 